# Kirche von Pelarne

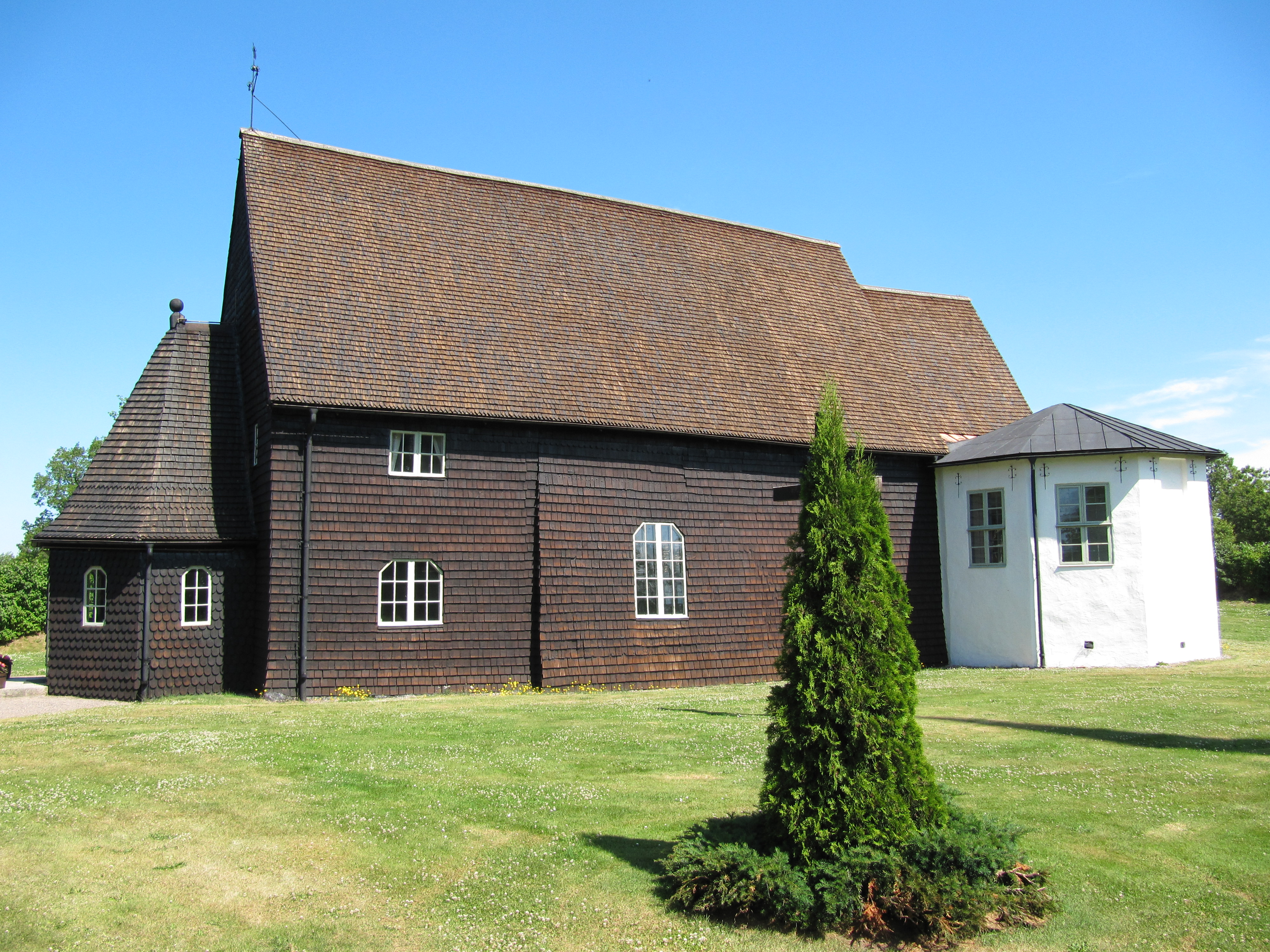
Außenansicht von Süd-Südwest

Die Kirche von Pelarne (schwedisch Pelarne kyrka) ist eine der ältesten Holzkirchen Schwedens. Sie liegt in der Gemeinde Vimmerby in der Provinz Kalmar und gehört zur Diözese Linköping. Als Pfarrkirche der Kirchengemeinde Pelarne ist sie die derzeit älteste noch für Gottesdienste genutzte Holzkirche in Schweden.

## Kirchengebäude

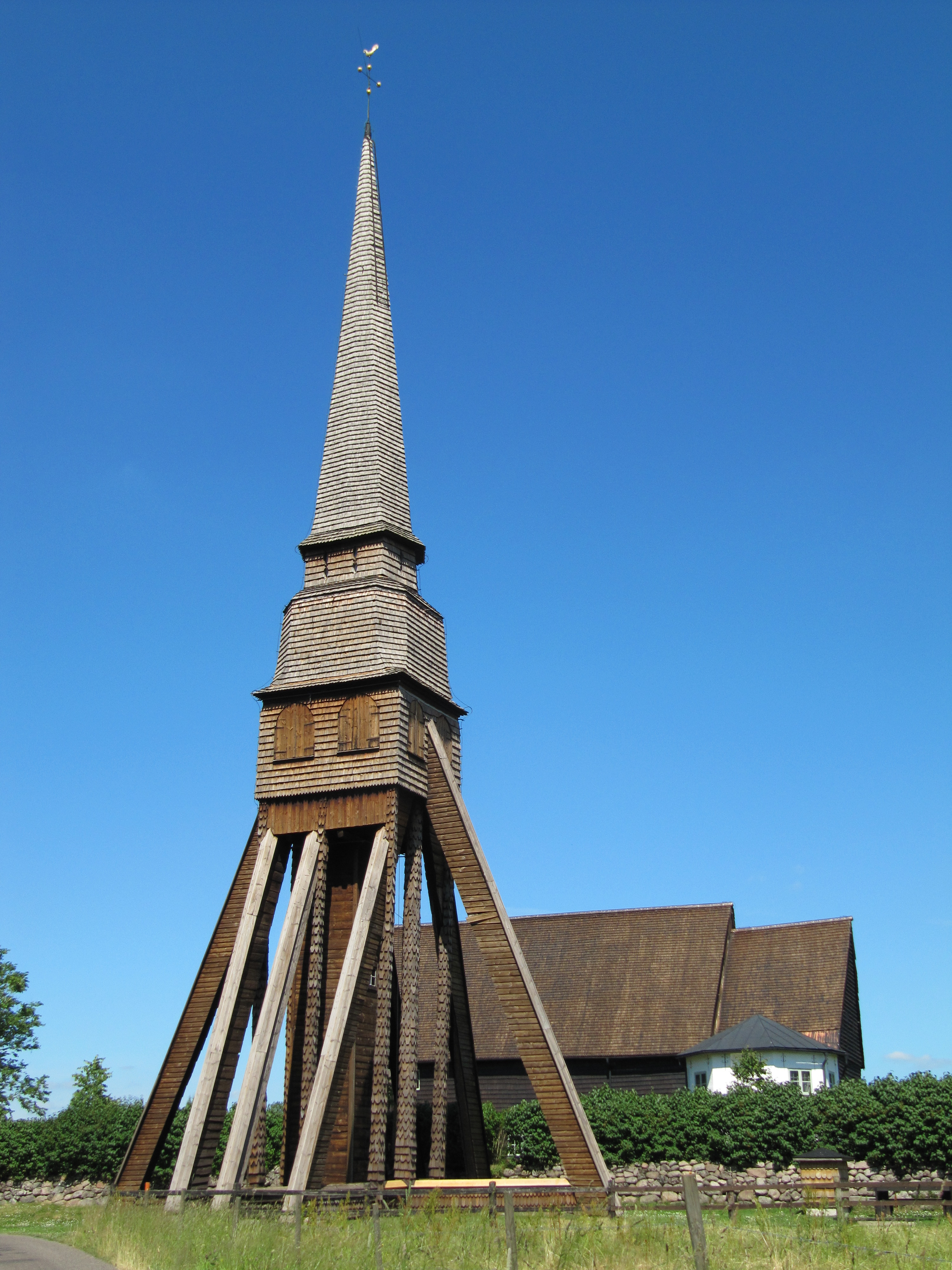
Freistehender Glockenturm

Der älteste Teil der Kirche von Pelarne, die östliche Chorwand, stammt vermutlich aus dem frühen 13. Jahrhundert. Die Kirche wurde vollständig aus liegendem Kiefernholz gebaut, das mit Hilfe von Schwalbenschwanznuten (schwedisch laxnutar) verbunden wurde. Die jetzige Holzschindelverkleidung ist aus dem 18. Jahrhundert. Das geostete Kirchenschiff endet an der Ostseite in einem enger und niedriger werdenden Chorraum. An der Nordseite wurde 1812 eine Sakristei aus Stein angebaut. An der südlichen Seite des Chores befindet sich eine achteckige ebenfalls aus Stein errichtete Gruftkapelle der Familie Ramsvärd. Über der Westseite des Hauptschiffes erhob sich einst ein heute nicht mehr bestehender Kirchturm. Stattdessen findet sich außerhalb der Friedhofsmauer ein freistehender Glockenturm aus dem späten 17. Jahrhundert. Er ist ebenfalls vollständig aus Holz erbaut und beherbergt drei Glocken, von denen die kleinste aus dem 13. Jahrhundert stammt.

### Innenraum

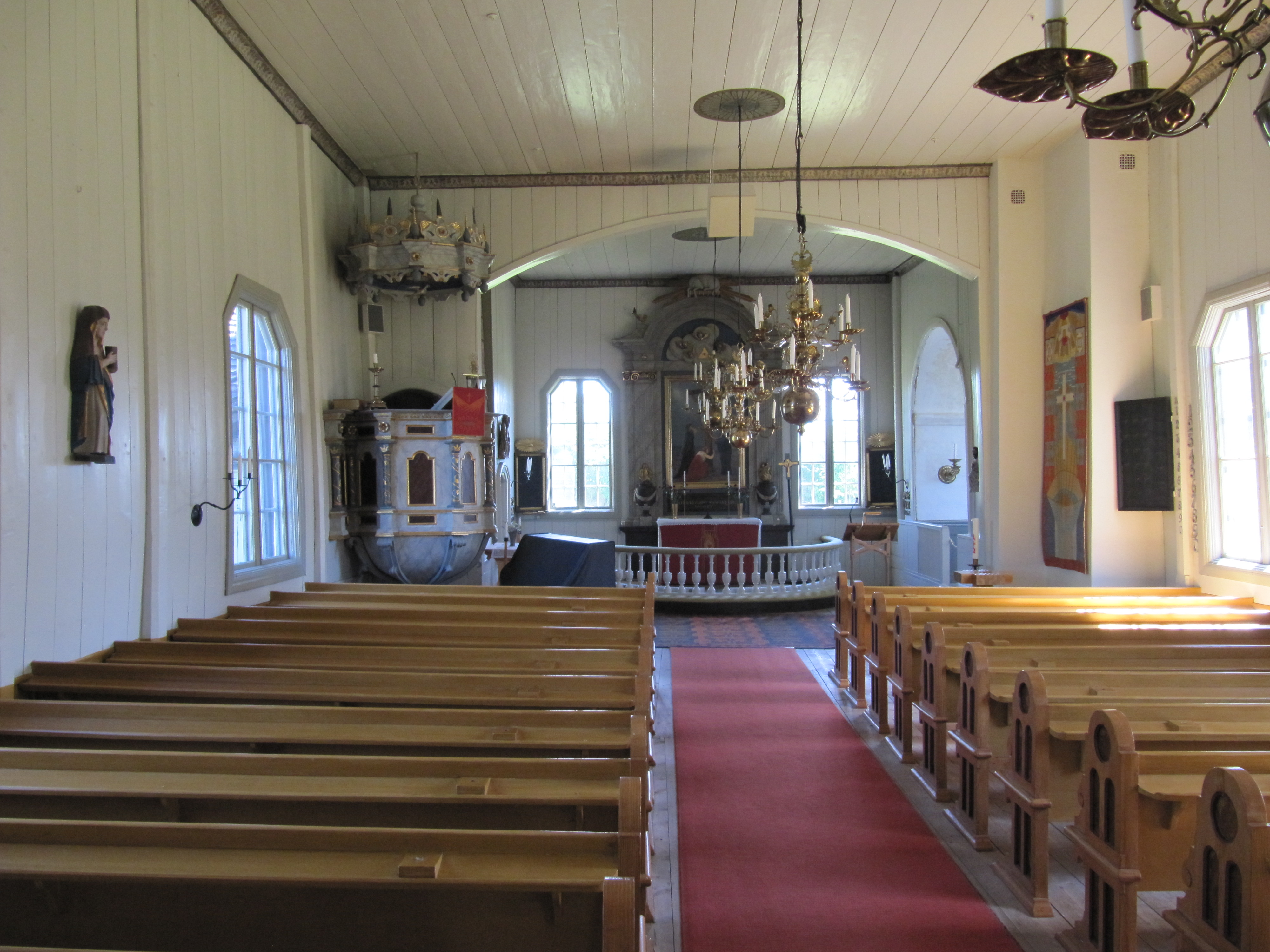
Blick durch das Hauptschiff auf den Hochaltar an der Ostseite der Kirche

Der Altar an der Ostwand des Chorraums wurde 1786 von Jonas Berggren aus Målilla errichtet. Das Altarbild wurde dagegen 1900 eingesetzt und zeigt den sterbenden Christus am Kreuz, umringt von einer Kreuzigungsgruppe. Bemerkenswert sind zudem mehrere mittelalterliche Holzskulpturen. Das Triumphkruzifix auf der südlichen Langseite entstand wahrscheinlich zwischen 1250 und 1300. Die Darstellung der Krönung Mariens an der Nordwand des Schiffes wird auf das Ende des 15. Jahrhunderts datiert.
In der südlichen Seitenkapelle hängt ein Banner für Hans Ramsvärd, einen Oberst der schwedischen Kavallerie im Dreißigjährigen Krieg, der 1688 verstarb.

## Astrid Lindgrens Beziehung zur Kirche von Pelarne

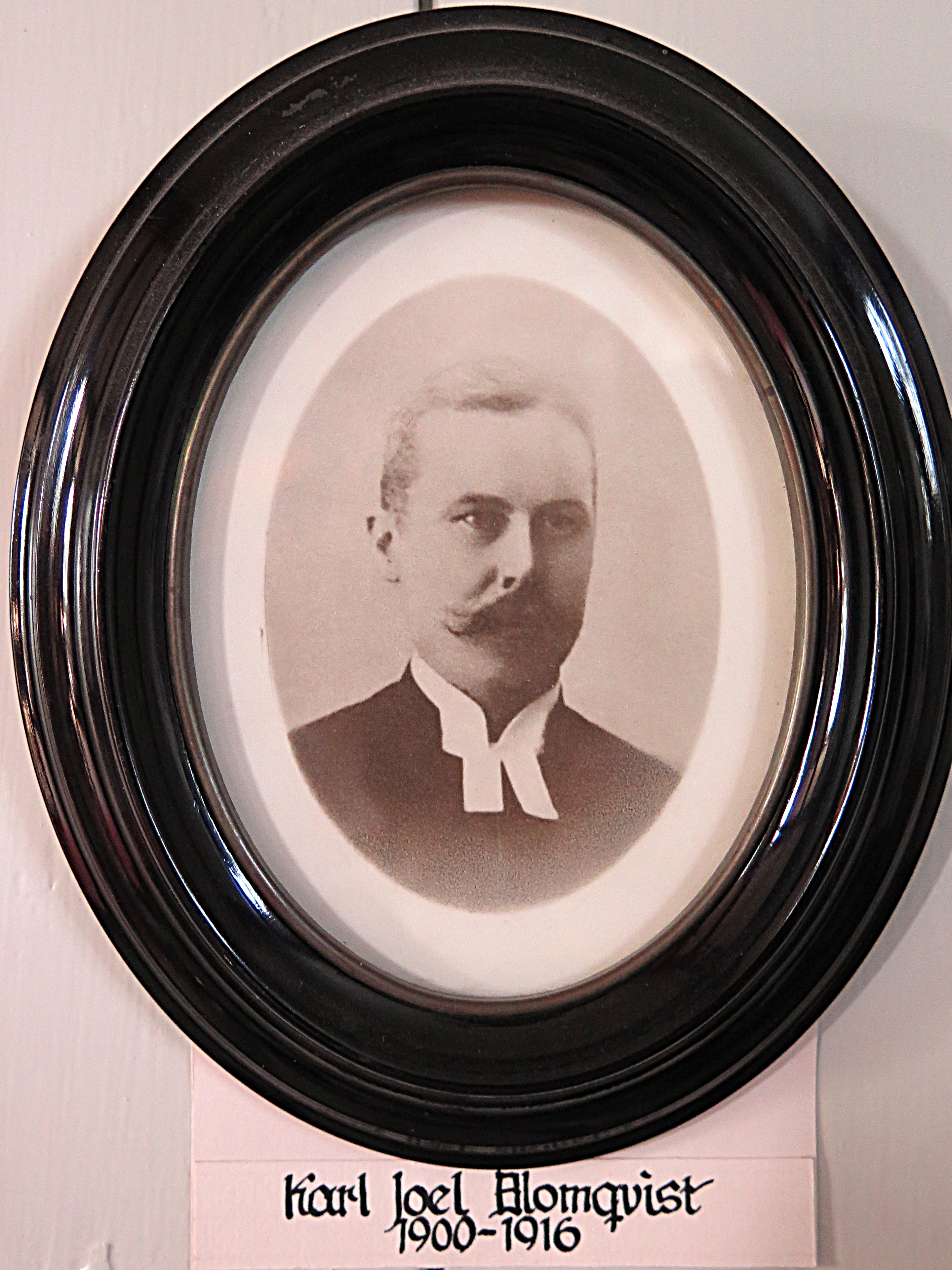
Porträt Pfarrer Karl Joel Blomqvist. Kirche von Pelarne

In der Kirche heirateten 1905 Samuel August Ericsson und Hanna Jonsson, die Eltern von Astrid Lindgren. Sie wurden vom damaligen Pfarrer von Pelarne, Karl Joel Blomqvist, getraut. Während ihrer Kindheit besuchte Astrid Lindgren häufig ihre Großmutter Louvisa Jonsson, die zu dieser Zeit in Pelarnehult lebte. Es ist nicht auszuschließen, dass die Schriftstellerin den bis 1916 tätigen Pfarrer in ihrer Kindheit kennengelernt hat. Nicht belegt ist, dass sie ihre Romanfigur Kalle Blomquist (schwedisch Kalle Blomkvist) nach diesem Pfarrer benannt hat.